# Smolensk
Smolensk [smʌˈlʲensk] (russisch Смоленск) ist eine russische Stadt in der Oblast Smolensk im Westen des Landes nahe der Grenze zu Belarus mit 326.861 Einwohnern (Stand 14. Oktober 2010).

## Geographie
Die Stadt liegt im europäischen Teil Russlands inmitten des Smolensker Hügellandes am Oberlauf des Dnepr, der die Stadt von Osten nach Westen durchfließt und sie somit teilt. Der Fluss hat im Stadtgebiet mehrere kleinere Zuflüsse.

### Stadtgliederung
| Stadtrajon (Gorodskoi Rajon) | Russischer Name | Einwohner 1. Januar 2006 | Bemerkung                      |
| ---------------------------- | --------------- | ------------------------ | ------------------------------ |
| Leninski                     | Ленинский       | 103.444                  | Name nach Lenin                |
| Promyschlenny                | Промышленный    | 126.254                  | Name bedeutet Industrie-Rajon  |
| Sadneprowski                 | Заднепровский   | 088.217                  | Name bedeutet hinter dem Dnepr |

Quelle: Staatliches Statistikamt der Russischen Föderation

### Klima
|                       | Jan   | Feb   | Mär  | Apr | Mai  | Jun  | Jul  | Aug  | Sep  | Okt | Nov  | Dez  |   |     |
| Mittl. Tagesmax. (°C) | −6,1  | −4,4  | 0,5  | 9,6 | 17,7 | 20,7 | 21,9 | 20,9 | 15,3 | 8,5 | 1,4  | −3,1 | ⌀ | 8,6 |
| Mittl. Tagesmin. (°C) | −12,3 | −11,1 | −6,3 | 1,1 | 7,3  | 10,7 | 12,2 | 10,9 | 6,5  | 1,8 | −3,1 | −8,3 | ⌀ | 0,8 |
|                       |       |       |      |     |      |      |      |      |      |     |      |      |   |     |
| Niederschlag (mm)     | 43    | 35    | 44   | 42  | 49   | 82   | 96   | 73   | 67   | 53  | 59   | 57   | Σ | 700 |
|                       |       |       |      |     |      |      |      |      |      |     |      |      |   |     |
| Regentage (d)         | 11    | 9     | 10   | 9   | 8    | 11   | 12   | 9    | 11   | 11  | 12   | 14   | Σ | 127 |

| −12,3 |

| −11,1 |

| −6,3 |

| 1,1 |

| 7,3 |

| 10,7 |

| 12,2 |

| 10,9 |

| 6,5 |

| 1,8 |

| −3,1 |

| −8,3 |

| −12,3 |

| −11,1 |

| −6,3 |

| 1,1 |

| 7,3 |

| 10,7 |

| 12,2 |

| 10,9 |

| 6,5 |

| 1,8 |

| −3,1 |

| −8,3 |

## Geschichte

### Mittelalter
Im Jahr 863 wurde Smolensk das erste Mal erwähnt. Gemeint war wahrscheinlich die große Warägersiedlung bei dem heutigen Dorf Gnjosdowo, etwa 14 Kilometer westlich von Smolensk. Deren Lage am Dnjepr am Weg von den Warägern zu den Griechen bis ins Byzantinische Reich begründete deren besondere Bedeutung. Möglicherweise erwähnte Konstantin Porphyrogennetos auch diese Siedlung als Milinisk. Im Jahr 882 nahm Oleg  die Stadt Smolensk ein.
Die älteste bekannte Siedlungsschicht im heutigen Stadtgebiet liegt auf dem Domhügel an der Malaja schkolnaja uliza und stammt aus dem 9. und 10. Jahrhundert. In der zweiten Hälfte des 11. Jahrhunderts bestand in Smolensk eine größere Burgstadt. Im 12. Jahrhundert war Smolensk Hauptstadt des unabhängigen russischen Fürstentums Smolensk.
Mit der Ausbreitung der Hanse nach Osteuropa drangen die Wanderkaufleute über das 1201 gegründete Riga und die Düna bis nach Smolensk vor, das einen der russischen Hauptmärkte besaß, der mit Nowgorod und dem Schwarzen Meer in Verbindung stand. In Smolensk schlossen sich die deutschen Kaufleute zu einer Genossenschaft zusammen, bildeten eine deutsche Siedlung, kauften sich Häuser und bauten eine Marienkirche. Mit dem Smolensker Fürsten schlossen sie 1229 einen Handelsvertrag, der die Rechte der Deutschen im Handel mit den Russen regelte. Das Schriftstück, das im Hansischen Urkundenbuch I, Nr. 232 dokumentiert ist, wurde von verschiedenen deutschen Kaufleuten aus Riga, Groningen, Lübeck, Soest, Münster, Dortmund und Bremen unterzeichnet und gibt damit Aufschluss über die vielen Orte, aus denen die Kaufleute kamen, die die beschwerliche Reise über See und Land nicht scheuten. Die deutsche Niederlassung in Smolensk erreichte nicht die Bedeutung, wie sie für die Hanse in Nowgorod bestand; sie wurde in der 2. Hälfte des 13. Jahrhunderts beendet.
1238 wurde das Fürstentum von den Mongolen geplündert. 1404 wurde Smolensk durch das Großfürstentum Litauen belagert und erobert.

### Frühe Neuzeit
Smolensk spielte eine zentrale Rolle im Russisch-Litauischen Krieg 1512–1522. Zwei Mal scheiterte das Heer des Großfürstentums Moskau beim Versuch, Smolensk einzunehmen, doch beim dritten Versuch 1514 gelang die Eroberung von Smolensk. Am Ende des 16. Jahrhunderts wurde der Smolensker Kreml gebaut, eine der größten befestigten Anlagen Osteuropas.
Während des Polnisch-Russischen Krieges von 1609 bis 1618 wurde die Stadt 1611 nach einer fast zweijährigen Belagerung von polnisch-litauischen Truppen eingenommen. Sie wurde ab 1618 – vertraglich mit den Russen fixiert – Teil von Polen-Litauen und auch Sitz einer Woiwodschaft. Der russische Versuch der Rückeroberung von Smolensk war der zentrale Streitpunkt des „Smolensker Krieges“ von 1632 bis 1634. Er scheiterte. Zu Beginn des russisch-polnischen Krieges von 1654 bis 1667 konnten russische Truppen Smolensk besetzen. Gemäß dem Vertrag von Andrussowo musste Polen 1667 Smolensk an Russland abtreten.
1708 besiegte der schwedische König Karl XII. in der Nähe von Smolensk 6000 Kosaken und Kalmücken.

### 19. und 20. Jahrhundert
1812 eroberte Napoleon auf seinem Weg nach Moskau die Stadt nach der Schlacht um Smolensk.

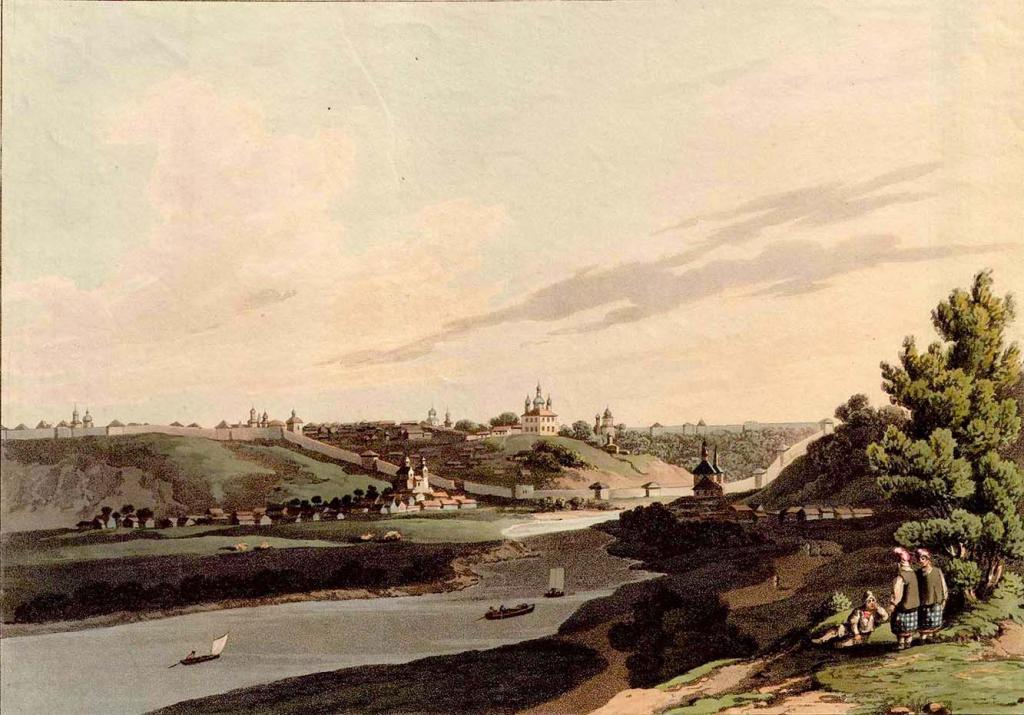
Smolensk im Jahre 1814

Infolge der administrativen Umgestaltungen nach der Februar- und der Oktoberrevolution, einhergehend mit der unübersichtlichen Situation in der Endphase des Ersten Weltkriegs und dem beginnenden Russischen Bürgerkrieg kam Smolensk 1917 zur Westlichen Oblast (Sapadnaja oblast), die den Großteil des heutigen Belarus einnahm. Die kurzlebige bürgerliche Weißrussische Volksrepublik beanspruchte 1918 die Stadt ebenfalls für sich. Am 1. Januar 1919 wurde in Smolensk die Sozialistische Sowjetrepublik Weißrussland/Belarus (SSRB) proklamiert, deren Verwaltungssitz aber bereits am 7. Januar nach Minsk verlegt. Am 27. Februar 1919 wurde diese erste eigenständige weißrussische Sowjetrepublik wieder aufgelöst, und Smolensk sowie das umliegende Gebiet, bis 1929 als Gouvernement Smolensk, kamen zur Russischen SFSR, während sich die westlicheren Teile zeitweise mit Litauen vereinigten. Bei der endgültigen Neugründung der Weißrussischen SSR am 31. Juli 1920 verblieb Smolensk bei der RSFSR.
Nach der Auflösung des Gouvernements Smolensk 1929 war Smolensk Hauptstadt der Westlichen Oblast. Deren Territorium erwies sich als administrativ zu groß. 1937 wurde sie aufgelöst und Smolensk Hauptstadt der wesentlich kleineren Oblast Smolensk, die bis heute besteht.
Im Zweiten Weltkrieg war die Stadt ebenfalls hart umkämpft. In der Kesselschlacht bei Smolensk im Spätsommer 1941 wurde Smolensk besetzt und fast vollständig zerstört. Tausende Bewohner der Stadt kamen ums Leben oder wurden zwischen 1941 und 1943 zur Zwangsarbeit in den deutschen Machtbereich gebracht. Im März 1943 besuchte Adolf Hitler die Stadt. Der Hitler-Gegner Fabian von Schlabrendorff, der im Stab der Heeresgruppe Mitte in Smolensk Dienst tat, schmuggelte vor dem Rückflug Hitlers eine Bombe in das Flugzeug; doch wegen der niedrigen Temperaturen im Frachtraum explodierte der Sprengsatz nicht. Wenige Wochen später wurden in Smolensk die ausländischen Beobachter untergebracht, die Reichspropagandaminister Joseph Goebbels als Zeugen für das Massaker von Katyn hatte kommen lassen.
Während des Kampfes um Smolensk erbeutete die Wehrmacht nahezu das gesamte Archiv der lokalen sowjetischen Verwaltung, auch des NKWD, für die Zeit von 1917 bis 1939. Die ungeordneten Akten wurden vollständig in das Deutsche Reich abtransportiert und fielen dort 1945 US-amerikanischen Truppen in die Hände. Sie wurden in die USA gebracht, ausgewertet und gaben erstmals einen ungefilterten Blick auf die Lebensverhältnisse in der Sowjetunion der 1920er und 1930er Jahre. Im Herbst 1943 wurde die Stadt von der Roten Armee mit der Smolensker Operation zurückerobert.

### 21. Jahrhundert
Am 10. April 2010 starben bei einem Flugunfall zahlreiche ranghohe polnische Würdenträger, unter ihnen der polnische Staatspräsident Lech Kaczyński.
Im Jahr 2013 haben Archäologen der Russischen Akademie der Wissenschaften in Smolensk eine altrussische Kirche entdeckt und ausgegraben. Die Kirche stammt aus dem 12. Jahrhundert und wurde am linken Ufer des Dnepr erbaut, als Smolensk die Hauptstadt des Fürstentums Smolensk darstellte. Von diesem einzigartigen Objekt sind nur die Grundmauern übrig geblieben, die an manchen Stellen nicht sonderlich hoch sind, teilweise aber die Größe eines Menschen erreichen.

### Bevölkerungsentwicklung
| Jahr | Einwohner |
| ---- | --------- |
| 1897 | 046.699   |
| 1939 | 156.884   |
| 1959 | 147.196   |
| 1970 | 210.779   |
| 1979 | 276.402   |
| 1989 | 341.483   |
| 2002 | 325.137   |
| 2010 | 326.861   |

Anmerkung: Volkszählungsdaten
Bei der Volkszählung im Russischen Reich 1897 gab es für die 46.699 Bewohner folgende Angaben zur Muttersprache:
Russisch: 37.305
Jiddisch: 4.154
Polnisch: 3.112
Deutsch: 460

## Kultur und Sehenswürdigkeiten
Zu den wichtigsten Sehenswürdigkeiten zählen die Festungsmauern (1596–1602), welche die schöne Altstadt umgeben (und oft als Kremlmauern bezeichnet werden), die Auferstehungskathedrale (1677–1679), Sitz der Diözese von Smolensk und Wjasma; die Peter-Paul-Kirche aus dem 12. Jahrhundert; die Erzengel-Michael-Kirche, ebenfalls aus dem 12. Jahrhundert, sowie die Mariä-Entschlafens-Kathedrale von 1677. Das Administrative Gebäude und das Operntheater sind schöne Beispiele der Sowjet-Architektur.
Das 1780 eröffnete Opernhaus ist eines der ältesten überhaupt.
In der Stadt besteht ein Kunstmuseum und die Museen der Vereinigung der Künstler Russlands. Am 9. Februar 2006 eröffnete die Eremitage eine Dependance in der Stadt.
Bei Smolensk befindet sich die Künstlerkolonie Talaschkino mit der Heilig-Geist-Kirche, in der Fresken und Mosaike von Nicholas Roerich erhalten sind.
Smolensk hat vier Kinos. Dazu gehört vor allem das Städtische Kinotheater „Smena“, welches Ende der 1940er Jahre erbaut wurde. Darüber hinaus gibt es das „Sowremennik“, welches 1969 erbaut und 2003 vollständig saniert wurde. Mit dem „Silver Cinema“ (eröffnet 2013) sowie dem „Mirage Cinema“ (eröffnet 2015) verfügt Smolensk auch über zwei moderne Kinos mit sieben Sälen und 1.040 beziehungsweise 1.080 Zuschauerplätzen.

Impressionen
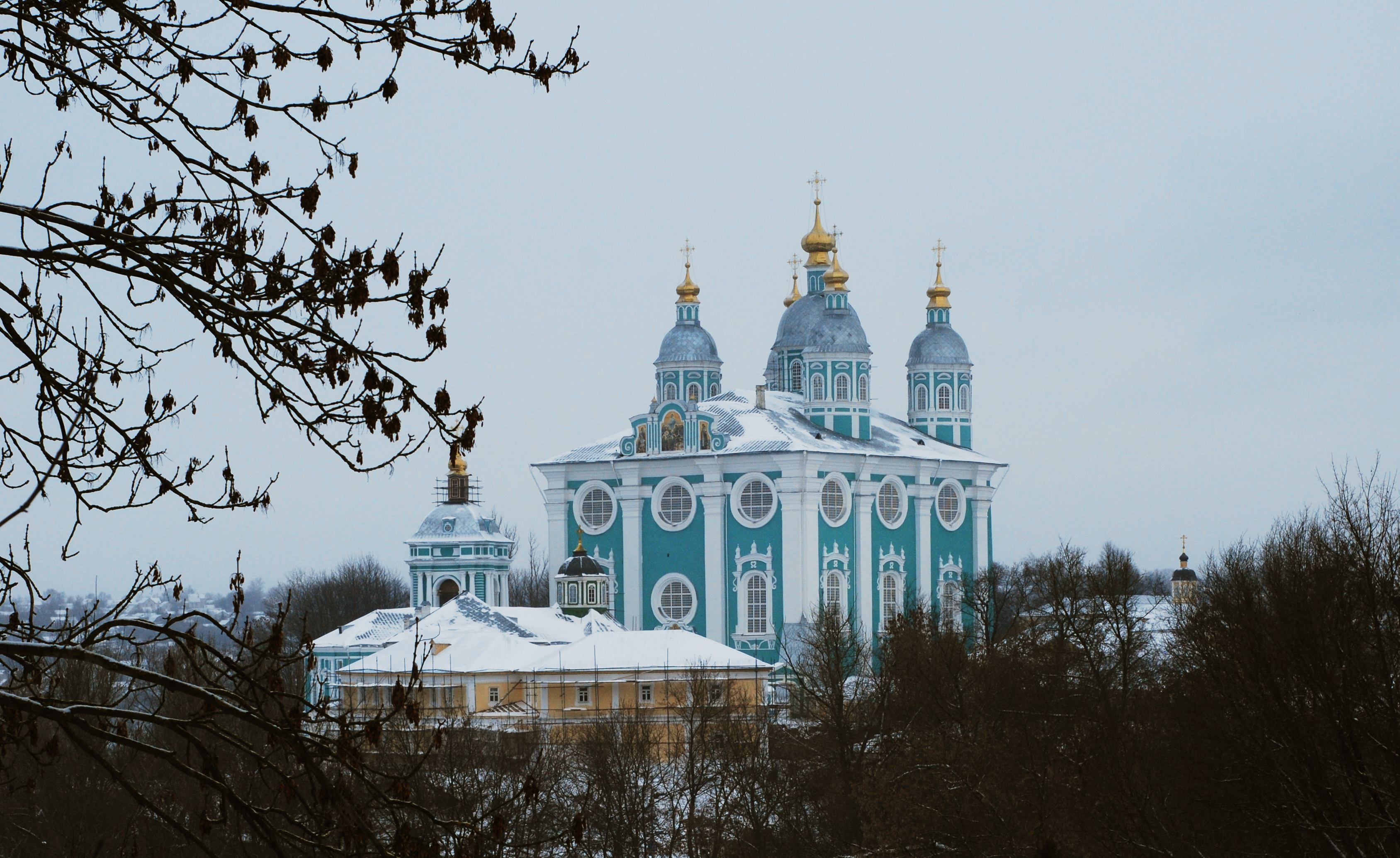
Uspenski-Kathedrale Smolensk
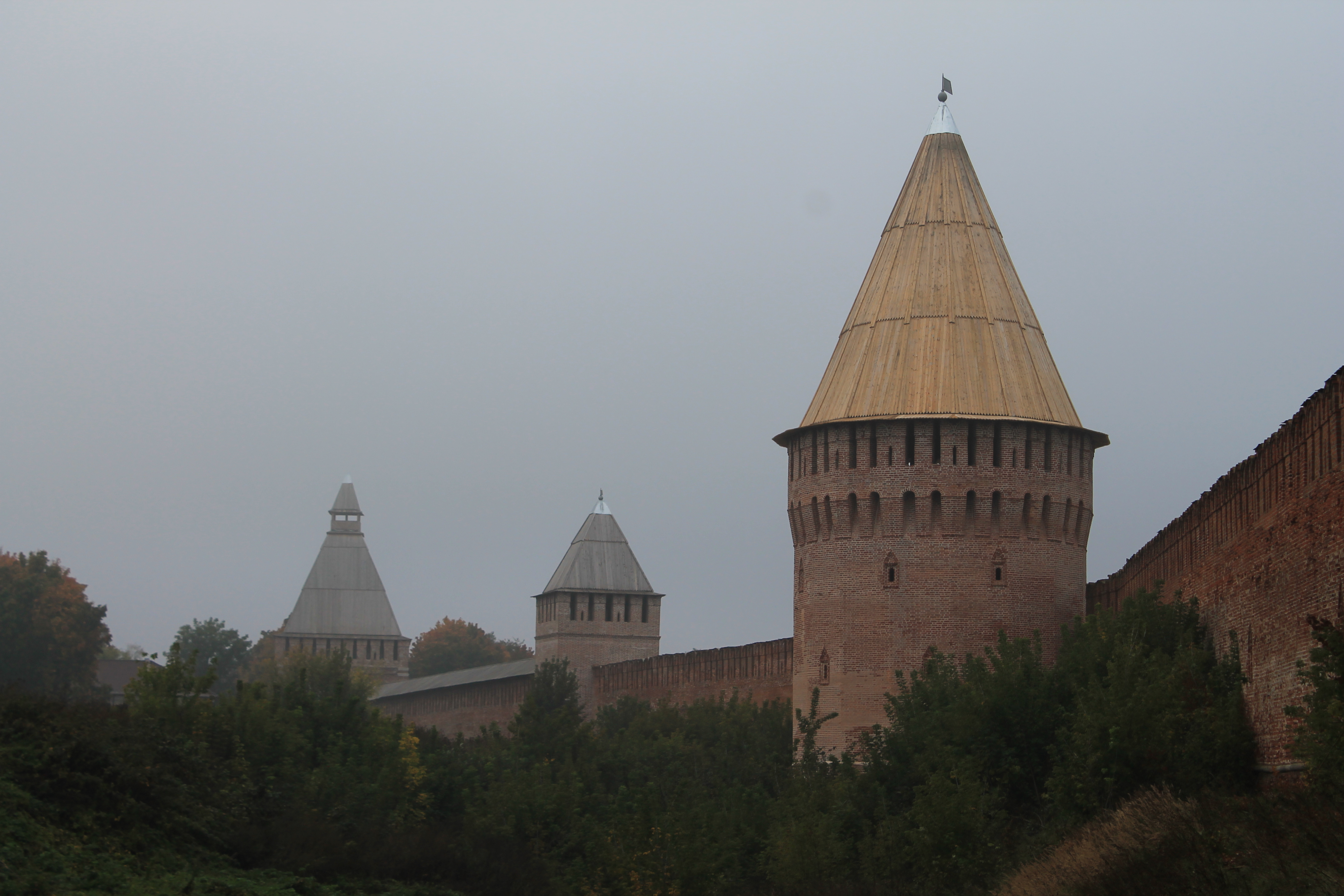
Die Mauern des Smolensker Kremls
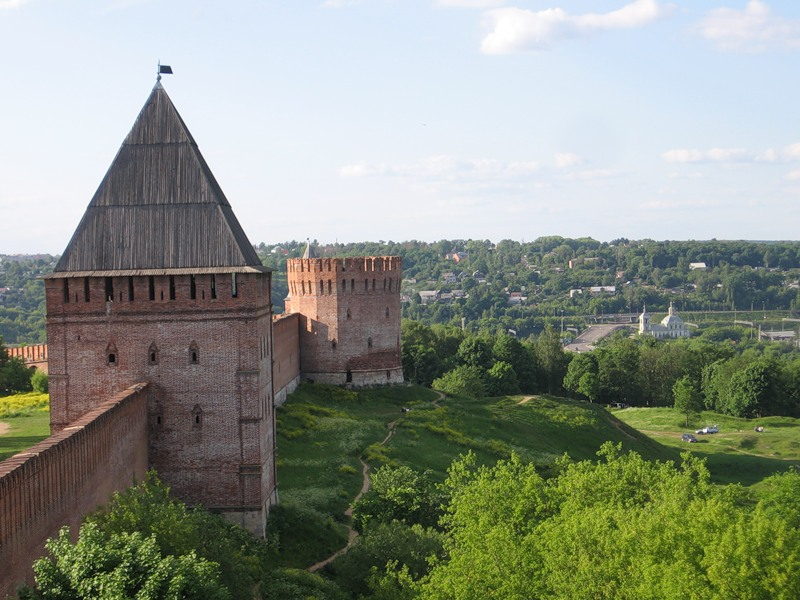
Die Mauern des Smolensker Kremls
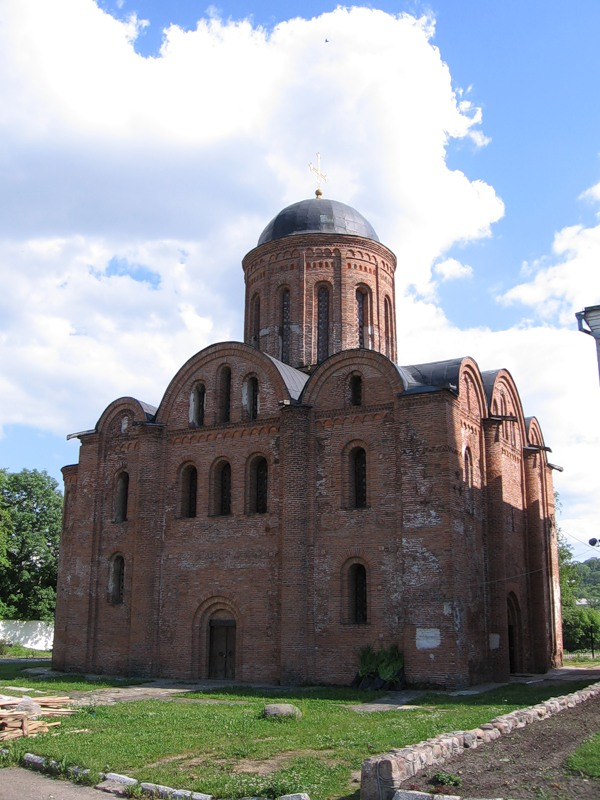
Peter-und-Pauls-Kirche (erbaut 1146)
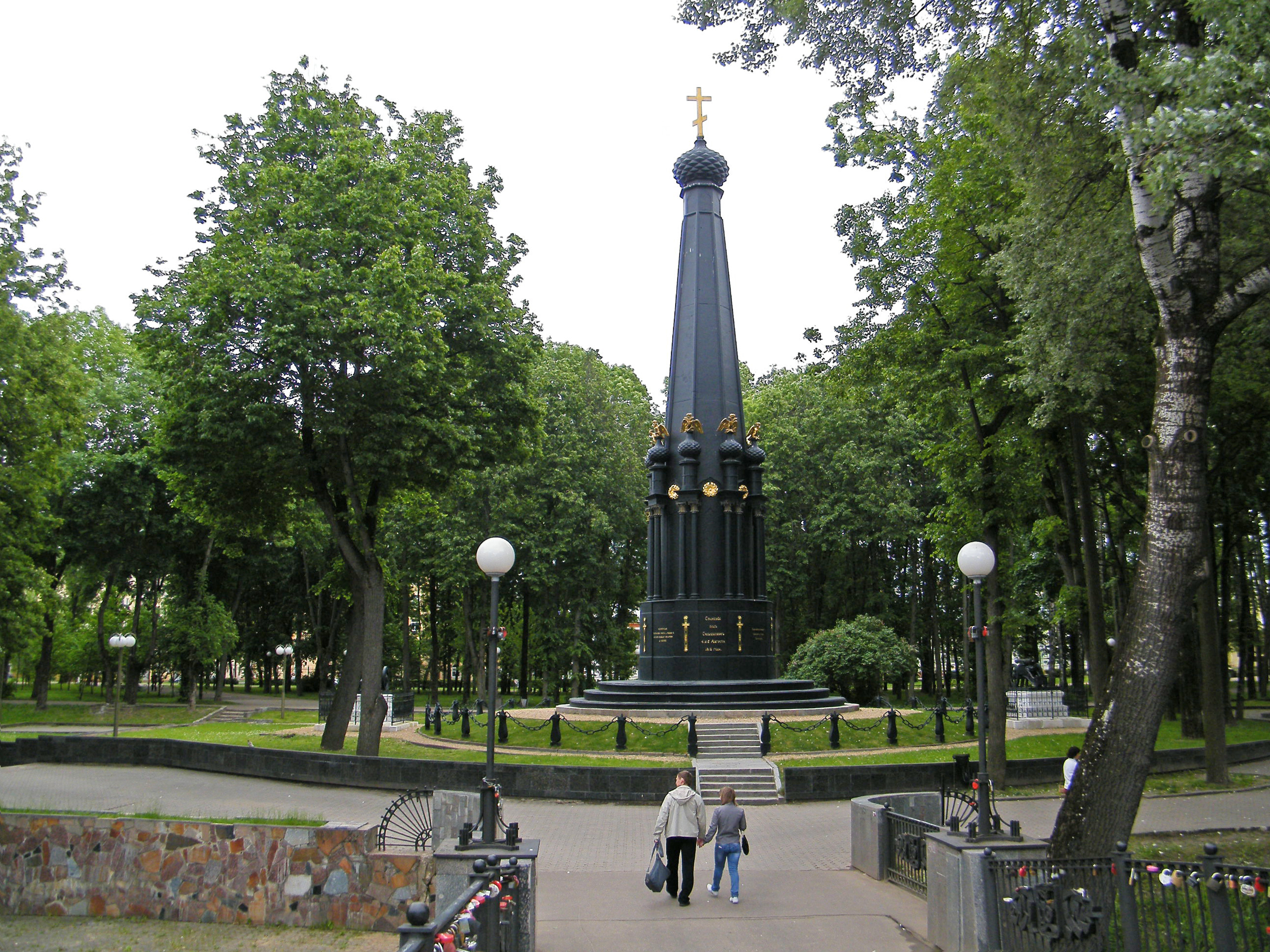
Denkmal für die Beschützer der Stadt 1812
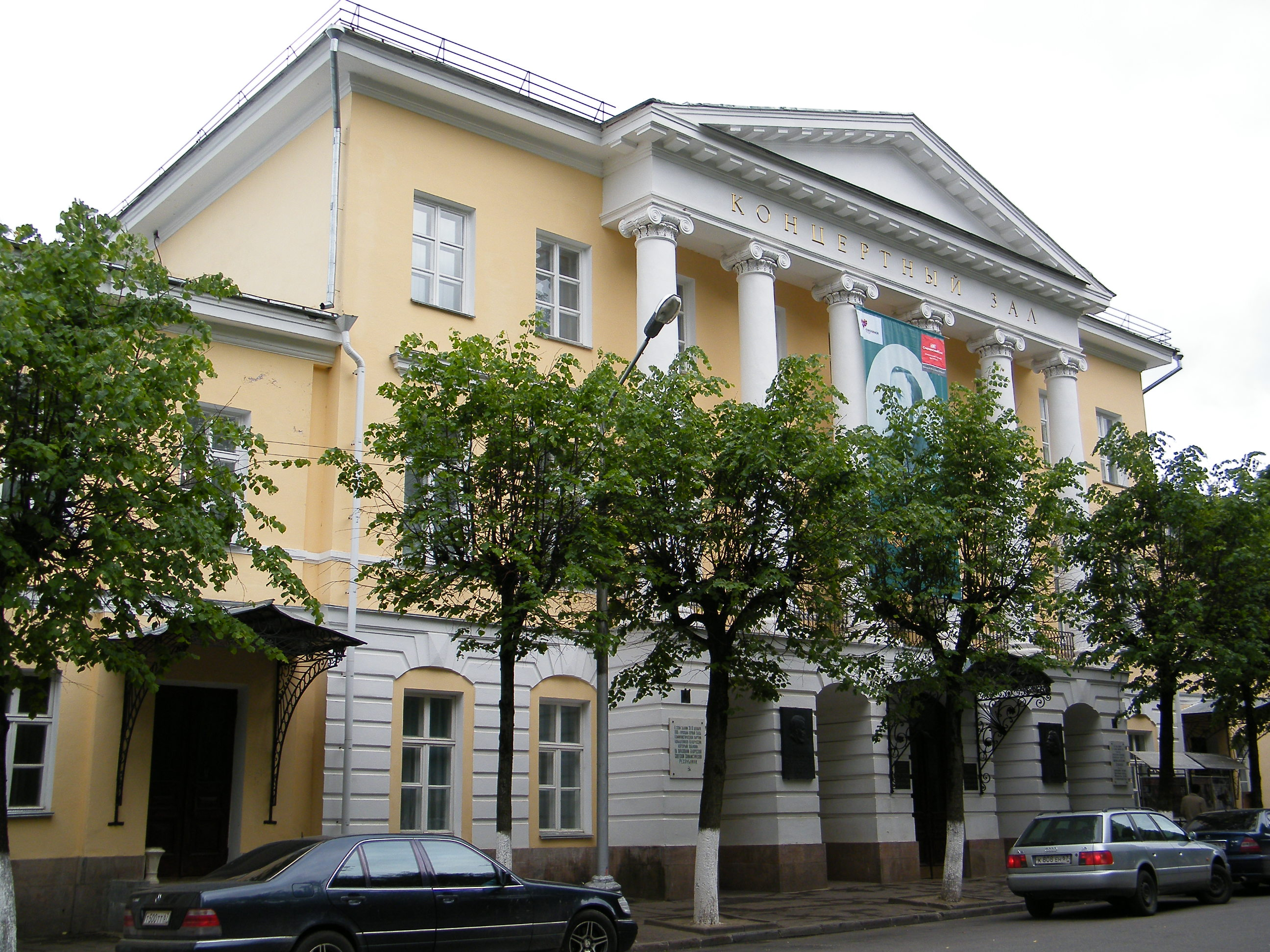
Michail-Glinka-Konzertsaal

## Wirtschaft und Infrastruktur

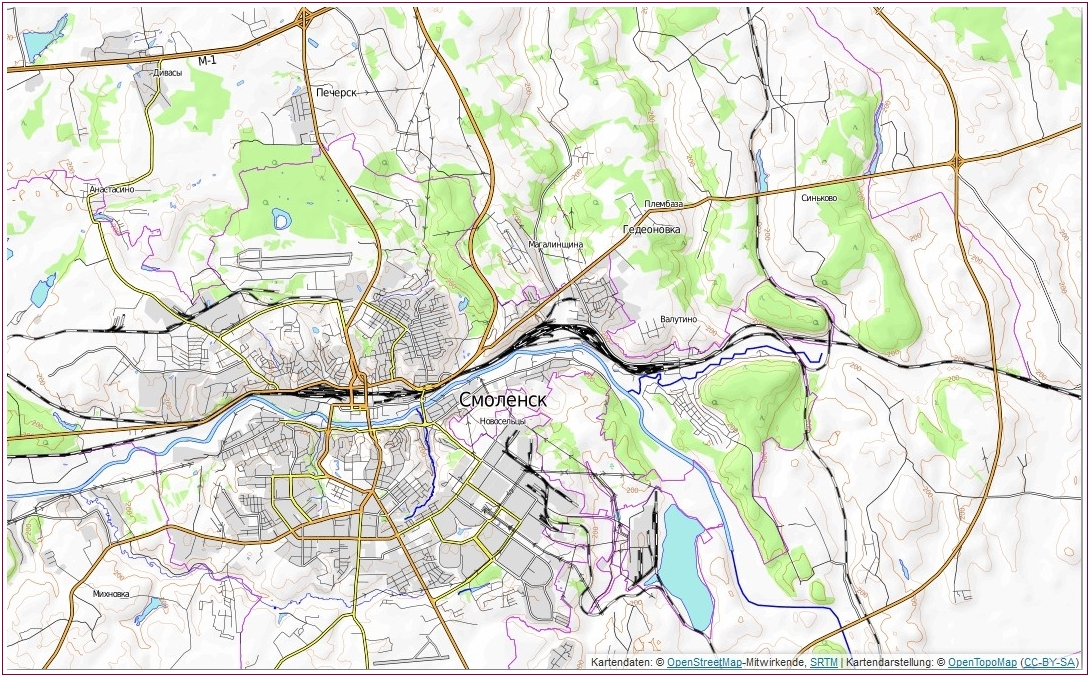
Verkehrsnetz (2015)

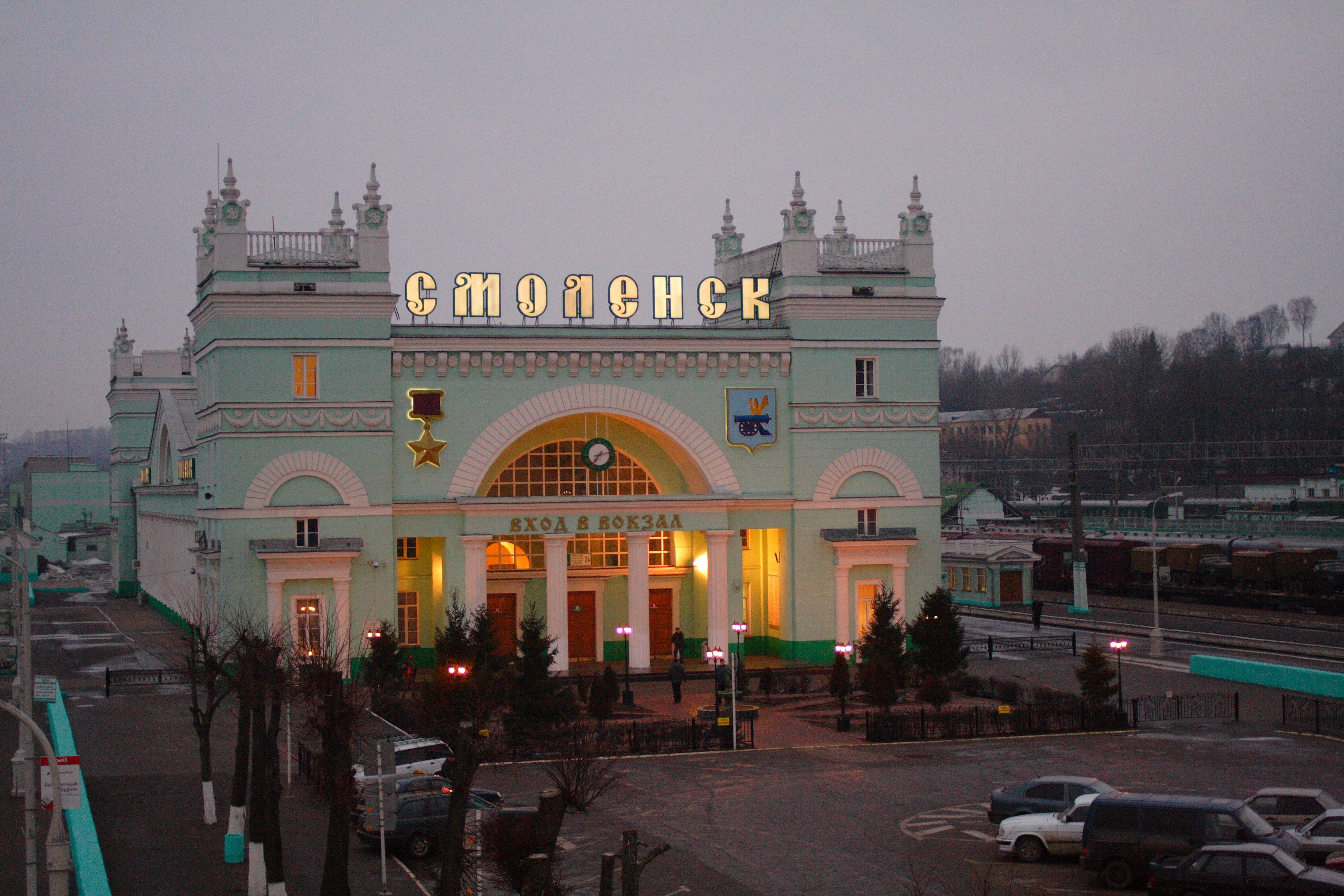
Der Bahnhof von Smolensk (Anfang 2011)

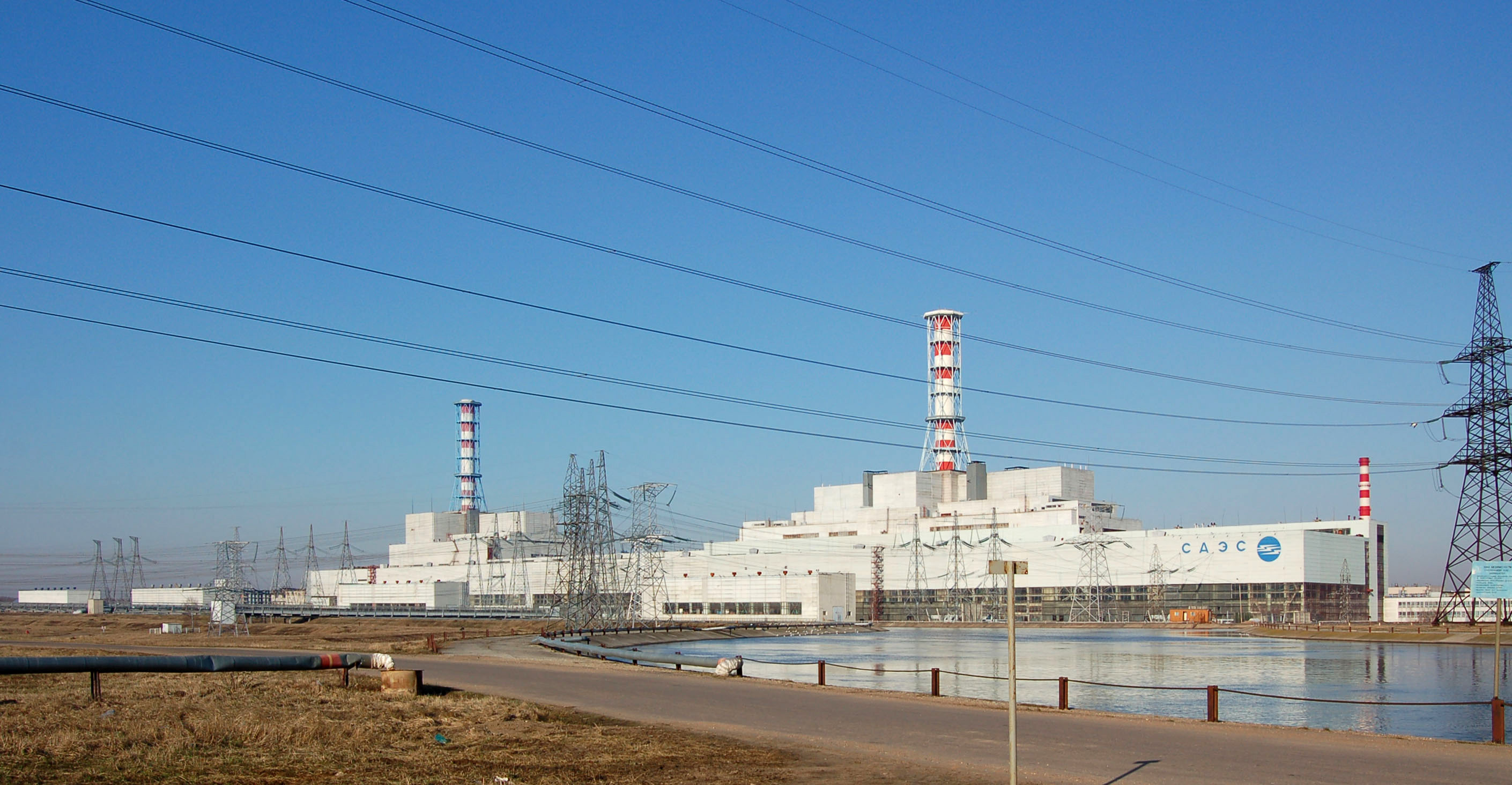
Kernkraftwerk Smolensk

Smolensk ist ein Handels-, Kultur- und Bildungszentrum. Wichtige Industriezweige sind die Leinenproduktion, der Maschinenbau und die Nahrungsmittelindustrie. In der Nähe von Smolensk befindet sich das Kernkraftwerk Smolensk mit drei aktiven RBMK-Reaktoren.

### Flughäfen
Am Nordrand der Stadt liegt der Militärflugplatz Smolensk-Nord, der durch den oben genannten Flugunfall bekannt wurde. Südlich der Stadt befindet sich der Flughafen Smolensk, welcher heute aber nicht mehr für den Linienflugverkehr genutzt wird.

### Straßen- und Eisenbahnverkehr
Heute ist Smolensk ein bedeutender Eisenbahnknoten an den Strecken Warschau–Minsk–Smolensk–Moskau, Smolensk–Wizebsk–Riga und Smolensk–Sankt Petersburg. Außerdem liegt es an der russischen Fernstraße M 1 (Europastraße 30), die von Moskau nach Minsk führt.

### Bildungseinrichtungen
- Fakultät der Russischen Staatlichen Offenen Technischen Universität für Eisenbahnverkehr
- Filiale des Allrussischen Ferninstituts für Finanzen und Ökonomie
- Filiale des Energetischen Instituts Moskau
- Filiale des Neuen Juristischen Instituts Moskau
- Militärakademie der Landwehr der Russischen Föderation
- Militäruniversität für Luftabwehr der Luftkräfte der Russischen Föderation
- Filiale Smolensk des Juristischen Instituts des Innenministeriums Russlands
- Geisteswissenschaftliche Universität Smolensk
- Institut für Business und Unternehmertum Smolensk
- Landwirtschaftliches Institut Smolensk
- Orthodoxes Geistliches Seminar Smolensk der Russischen Orthodoxen Kirche
- Staatliche Medizinakademie Smolensk
- Staatliches Institut für Sport Smolensk
- Staatliches Kunstinstitut Smolensk
- Staatliche Universität Smolensk

### Auslandsvertretungen
In Smolensk gibt es eine Konsularabteilung der Belarussischen Botschaft in Moskau.

## Kriegsgefangenenlager
In Smolensk bestand das Kriegsgefangenenlager 218 für deutsche Kriegsgefangene des Zweiten Weltkriegs. Teile der Stadt wurden originalgetreu wieder aufgebaut.

## Partnerstädte
Partnerstadt von Smolensk ist Hagen in Deutschland sowie das französische Tulle.
Die Stadt ist außerdem Mitglied des Städtebundes der Neuen Hanse.

## Persönlichkeiten

### Söhne und Töchter der Stadt
- Michail Glinka (1804–1857), Komponist
- Nikolai Murzakewicz (1806–1883), Historiker, Archäologe und Bibliotheksdirektor
- Nikolai von Japan (1836–1912), Mönch und orthodoxer Erzbischof von Tokio und Japan
- Leonid Lesch (1862–1934), Offizier
- Michail Anzew (1865–1945), russisch-belarussisch-sowjetischer Komponist, Chorleiter und Lehrer
- Jewgeni Barsukow (1866–1957), General[18]
- Nikolai Bogdanow-Belski (1868–1945), Maler
- Wladimir Dmitrijew (1868–1913), Ökonom
- Iwan Teodorowitsch (1875–1937), Politiker
- Alexander Orlow (1880–1954), Astronom und Hochschullehrer
- Alexander Beljajew (1884–1942), Science-Fiction-Autor
- Marie Vassilieff (1884–1957), russisch-französische Malerin und Bildhauerin
- Lidia Durnowo (1885–1963), Kunstwissenschaftlerin und Restauratorin
- Jewgenija Ratner (1886–1931), Revolutionärin und Ökonomin
- Alexei Gmyrjow (1887–1911), Dichter und Kommunist
- Boris Jurjew (1889–1957), Hubschrauberkonstrukteur und -pionier
- Wjatscheslaw Stepanow (1889–1950), Mathematiker
- Jewgeni Poliwanow (1891–1938), Sprachwissenschaftler, Orientalist und Literaturwissenschaftler
- Morris Markin (1893–1970), US-amerikanischer Automobilunternehmer
- Edith Eucken-Erdsiek (1896–1985), deutsche Kulturphilosophin und Schriftstellerin
- Michail Dubson (1899–1961), sowjetischer Filmregisseur und Drehbuchautor
- Wiktor Nemyzki (1900–1967), Mathematiker
- Fjodor Koschewnikow (1903–1998), Jurist, Richter am Internationalen Gerichtshof
- Jakow Gudkin (1905–1979), sowjetischer Schauspieler und Estradakünstler
- Andrei Tichonow (1906–1993), Mathematiker
- Sergei Belawenez (1910–1942), Schachmeister und -theoretiker
- Semjon Targ (1910–2003), sowjetisch-russischer Physiker und Hochschullehrer
- Boris Petrow (1913–1980), sowjetischer Kybernetiker
- Nikolaj Rytjkov (1913–1973), Schauspieler, Esperantist und Hörfunkmoderator
- Georgi Georgiu (1915–1991), sowjetischer Schauspieler und Synchronsprecher
- Tetjana Jablonska (1917–2005), sowjetisch-ukrainische Kunstmalerin
- Alla Schelest (1919–1998), Ballerina[19]
- Jewgenija Kosyrewa (1920–1992), Schauspielerin[20]
- Lilianna Lungina (1920–1998), Sprach- und Literaturwissenschaftlerin sowie Literaturübersetzerin
- Roman Katschanow (1921–1993), Animator, Regisseur und Drehbuchautor
- Hermann Graudin (1922–2005), Maler baltendeutscher Abstammung
- Ewald Iljenkow (1924–1979), sowjetischer Philosoph, Psychologe und Pädagoge
- Boris Wassiljew (1924–2013), Schriftsteller
- Anna Anatoljewa (1926–1982), sowjetische Geologin
- Olga Woronez (1926–2014), Sängerin[21]
- Inna Barsowa (* 1927), Musikwissenschaftlerin und Hochschullehrerin
- Oleg Chromenkow (1930–1984), Schauspieler
- Anatoli Lukjanow (1930–2019), Politiker
- Eduard Chil (1934–2012), Sänger
- Leonid Montschinski (1935–2016), Schriftsteller[22]
- Anatoli Tarabrin (1935–2008), Ruderer
- Eduard Baltin (1936–2008), Admiral
- Galina Semjonowa (1937–2017), Journalistin und Politikerin
- Michail Glubokowski (* 1948), Fischereiwissenschaftler und Politiker
- Larissa Dmitrijewa (* 1950), litauische Politikerin
- Tamara Markaschanskaja (* 1954), Skilangläuferin
- Oleg Jermakow (* 1961), Schriftsteller
- Alexander Klimow (* 1965), Eisschnellläufer
- Olga Kusenkowa (* 1970), Leichtathletin (Hammerwerferin) und Olympiasiegerin 2004
- Sergei Filippenkow (1971–2015), Fußballspieler
- Dina Korsun (* 1971), Schauspielerin
- Natalja Lewtschenkowa (* 1977), Biathletin
- Konstantin Borissow (* 1984), Kosmonaut
- Wladislaw Dawankow (* 1984), Politiker und Unternehmer
- Artjom Turow (* 1984), Politiker[23]
- War Gonzo (* 1985), Blogger, Journalist, Kriegsberichterstatter und Propagandist
- Natalja Ischtschenko (* 1986), Synchronschwimmerin und fünffache Olympiasiegerin 2008, 2012 sowie 2016
- Elif Jale Yeşilırmak (* 1986), russisch-türkische Ringerin[24]
- Alexander Prudnikow (* 1989), Fußballspieler
- Konstantin Semjonow (* 1989), Beachvolleyballspieler
- Alexei Fjodorow (* 1991), Dreispringer
- Jewgeni Korotowski (* 1992), Leichtathlet
- Tatjana Gudkowa (* 1993), Fechterin
- Maxim Gluschenkow (* 1999), Fußballspieler
- Oleg Georgiewitsch Taraszow (1949–2016)[25][26]

### Persönlichkeiten mit Beziehung zur Stadt
- Clemens von Smolensk († 1164), Metropolit von Kiew und ganz Russland (1147–1155)
- Alexander Dmitrijew-Mamonow (1758–1803), von 1786 bis 1789 Liebhaber Katharinas II. von Russland
- Michail Tuchatschewski (1893–1937), Marschall der Sowjetunion
- Semjon Lawotschkin (1900–1960), Flugzeugkonstrukteur
- Alexei Fjodorow (* 1991), Dreispringer

## Namensgeber
Nach der Stadt ist der Asteroid (3213) Smolensk benannt.